# Qazaqstan Superkubogy 2024
La Qazaqstan Superkubogy 2024 è stata la diciassettesima edizione della Supercoppa kazaka di calcio, svoltasi allo Stadio Mardan di Aksu tra Ordabasy, vincitore del campionato, e Tobyl, vincitore della coppa nazionale.
Il Tobyl si è aggiudicato il trofeo per la terza volta nella sua storia, battendo l'Ordabasy ai calci di rigore.

## Tabellino
| Arbitro: | Sarıev (Oral) |

|                                                          |                      |                                                          |
| Makarenko 45+1’                                          | Marcatori            | 65’ Šachov                                               |
| Makarenko Fedïn Reginaldo Sadoŭski Tursynbaı Tuńǵyshbaev | Tiri di rigore 4 – 5 | El Messaoudi Ivanović Asrankýlov Ndiaye Chesnokov Cooper |